# Balázs Dzsudzsák
Balázs Dzsudzsák (Debrecin, 23. prosinca 1986.) je mađarski nogometaš koji trenutačno igra za nogometni klub Al-Ittihad Kalba i mađarsku nogometnu reprezentaciju.

## Karijera
Profesionalnu karijeru je započeo u 2004. godini u Debreceni, klub iz rodnog grada. U tri sezone provedene u Debrecinu, Dzsudzsák je osvojio naslov prvaka tri puta zaredom. Zatim ga je nizozemski PSV potpisao u siječnju 2008. godine, gdje je osvojio Eredivisie. Mađar je prešao u Dinamo Moskvu u 2012. godini i nakon kratkog boravka u Anžiju, Dzsudzsák je potpisao višegodišji ugovor s turskim Bursasporom. Nakon godinu dana s Bursasporom je Mađar prešao u Al Wahdu iz Ujedinjenih Arapskih Emirata. U 2018. godini je se Mađar neočekivano preselio u drugi emiratski klub, Al-Ittihad Kalba, nakon što Al-Wahda nije produžio ugovor s reprezentativcem. Nizozemska Fortuna iz Sittarda je imala namjeru potpisati bivšeg PSV-ovca, međutim Mađar je izabrao ostanak u UAE-u. Dzsudzsák je debitirao za Al-Ittihad Kalba nekoliko dana nakon potpisivanja i zabio svoj prvijenac u tom susretu.

## Reprezentacija
Za mađarsku nogometnu reprezentaciju je debitirao u 2007. godini i skupio je preko 80 nastupa za Nemzeti Tizenegy. Mađarski nogometni izbornik objavio je u svibnju 2016. popis za nastup na Europskom prvenstvu u Francuskoj, na kojem je se nalazio Dzsudzsák. Započeo je u udarnoj postavi u prvoj utakmici Mađarske protiv Austrije. Četiri dana kasnije je igrao u neriješenom susretu protiv Islanda u Marseilleu. U zadnjoj utakmici u skupini protiv Portugala je Dzsudzsák zabio dva pogotka. U osmini finala su se Mađari s 0:4 porazom protiv Belgije oprostili od europskog natjecanja. U utakmici protiv Hrvatske je Dzsudzsák odigrao svoju 100. utakmicu za reprezentaciju u ožujku 2019. godine.

## Vanjske poveznice
- Profil na Transfermarktu
- Profil na Soccerwayu